# Helmut Hermann Wittler

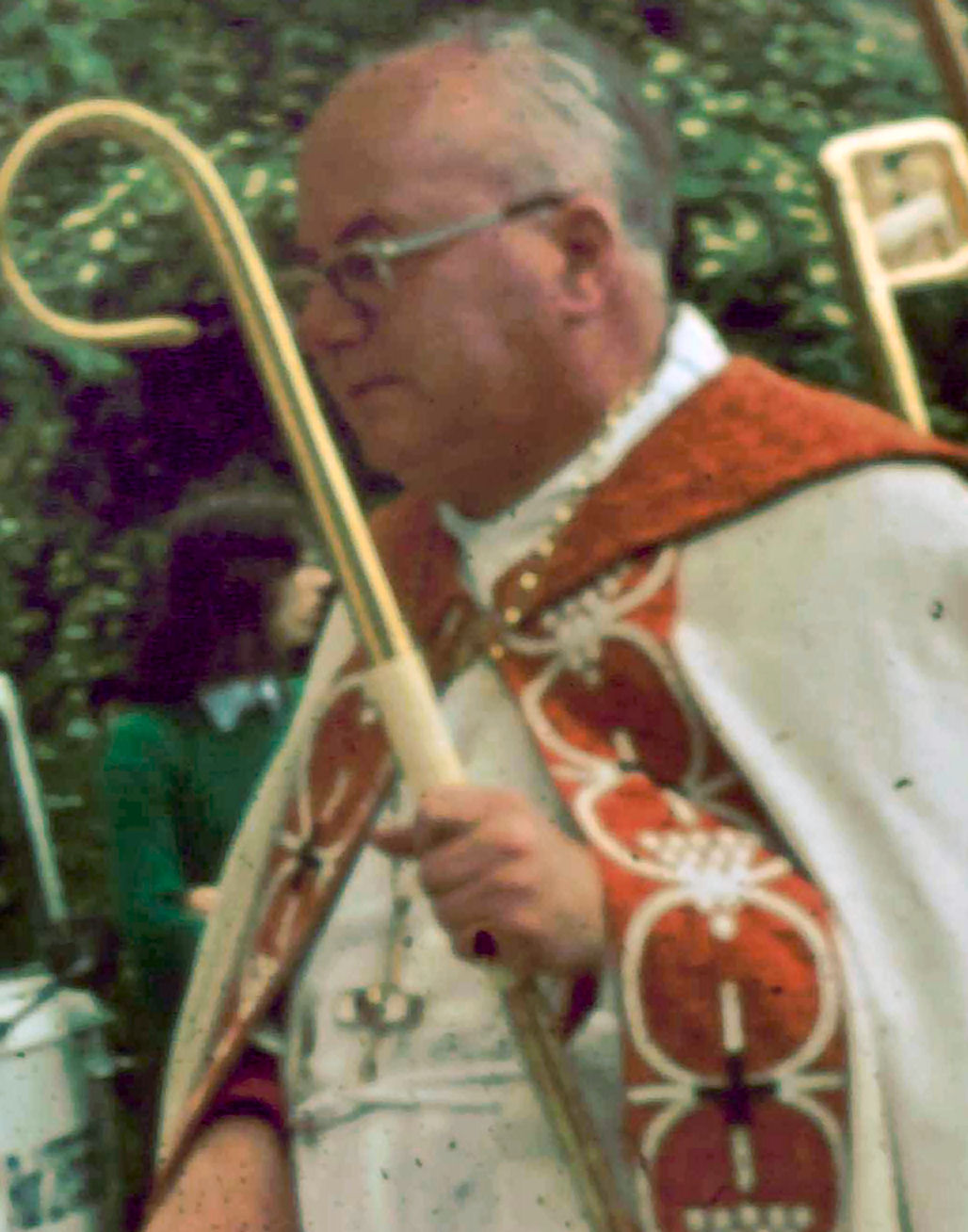
Helmut Hermann Wittler

Helmut Hermann Wittler (* 28. September 1913 in Osnabrück; † 30. Dezember 1987 ebenda) war römisch-katholischer Bischof von Osnabrück von 1957 bis 1987.

## Leben
Helmut Hermann Wittler war der jüngere Sohn aus der Ehe von Adolf Wittler und Maria Theresia Tebtmann. Sein um sechs Jahre älterer Bruder Walter wurde ebenfalls Priester. Helmut Wittler studierte nach dem Abitur 1932 am Gymnasium Carolinum Osnabrück zunächst in Münster Katholische Theologie und Philosophie, wechselte aber 1933 an das Pontificium Collegium Germanicum et Hungaricum de Urbe nach Rom und beendete 1938 sein Studium an der Päpstlichen Universität Gregoriana. Am 30. Oktober 1938 empfing er das Sakrament der Priesterweihe in Osnabrück. 1940 wurde er zum Doktor der Theologie promoviert. Von 1940 bis 1945 war er Kaplan in Twistringen. 1945 berief ihn Erzbischof Wilhelm Berning als Bischöflichen Kaplan und Geheimsekretär nach Osnabrück. Nach dem Tod von Berning wurde Wittler Bistumsverwalter; Bischof Franziskus Demann bestellte ihn am 22. September 1956 zum Generalvikar.
Nachdem Franziskus Demann am 27. März 1957 plötzlich verstarb, wählte das Domkapitel seinen Generalvikar zum 74. Bischof von Osnabrück, zu dessen Territorium damals auch Hamburg, Schleswig-Holstein und Mecklenburg zählten. Am 22. Juli 1957 ernannte ihn Papst Pius XII. als damals jüngsten deutschen Bischof zum Oberhaupt des Bistums Osnabrück. Die Bischofsweihe am 2. Oktober 1957 spendete ihm Josef Kardinal Frings; Mitkonsekratoren waren Michael Keller, Bischof von Münster, und Johannes von Rudloff, Weihbischof in Osnabrück. Sein Wahlspruch lautete: Omnia et in omnibus Christus („Alles und in allem Christus“). Er war Konzilsvater aller vier Sitzungsperioden des Zweiten Vatikanischen Konzils von 1962 bis 1965.
1985 wurde ihm aus gesundheitlichen Gründen durch Papst Johannes Paul II. Ludwig Averkamp als Koadjutor zur Seite gestellt. Am 9. September 1987 wurde seinem Rücktrittsgesuch von Johannes Paul II. stattgegeben.

## Wirken
Wittler war Ausländerbeauftragter der Deutschen Bischofskonferenz und engagierte sich mit Entschiedenheit für die Rechte der ausländischen Arbeitnehmer in Deutschland. Von 1957 bis zu seinem Tode war er Präsident des Raphaels-Werk Dienst am Menschen unterwegs. Zudem setzte er sich für die Ehe und Familie ein und initiierte 20 Ehe-, Familien-, Lebens- und Erziehungsberatungsstellen im damaligen Bistum Osnabrück mit Hamburg. Er richtete einen Hilfsfonds für Mütter in Notsituationen ein, mit dem durch Schwangerschaft in Not geratenen Frauen unbürokratisch und schnell geholfen werden konnte. Im caritativen Bereich entstanden eine Reihe von Einrichtungen für behinderte Menschen und Obdachlose.
Zur 1200-Jahr-Feier des Bistums Osnabrück im Jahr 1980 war Wittler Gastgeber eines Besuchs von Papst Johannes Paul II. Zusammen mit 140000 Gläubigen feierten sie eine Papstmesse auf der Sportanlage Illoshöhe in Osnabrück.
1964 wurde er von Kardinal-Großmeister Eugène Kardinal Tisserant zum Ritter des Ritterordens vom Heiligen Grab zu Jerusalem ernannt und am 2. Mai 1964 durch Lorenz Kardinal Jaeger, Großprior der deutschen Statthalterei, investiert. Er war Großoffizier des Ordens.

## Ehrungen
- Ritterschlag zum Ritter vom Heiligen Grab (1964)
- Großes Verdienstkreuz mit Stern des Verdienstordens der Bundesrepublik Deutschland (1966)
- Ehrenmitglied der katholischen Studentenverbindung A.V. Rheno-Guestfalia Kiel im CV (5. Juli 1968)
- Großes Verdienstkreuz des Niedersächsischen Verdienstordens (1973)
- Ehrenbürgerrecht der Stadt Osnabrück für sein „jahrzehntelanges Wirken als Bischof in Osnabrück und seine besonderen Verdienste um das interkonfessionelle Gespräch und die Integration ausländischer Mitbürger“ (1987)[4]

## Schriften
- Hirtenbrief Seiner Exzellenz des Hochwürdigsten Herrn Helmut Hermann, Bischof von Osnabrück zur Passionszeit 1958. Crone, Ankum 1958.
- Gedanken zum Jahreswechsel und zum Beginn des Bistumsjubiläums. Leviendruck, Osnabrück 1980.
- als Herausgeber: Kirche und Ausländer. Dokumentation der Stellungnahmen des Ausländerreferenten der Deutschen Bischofskonferenz in der Zeit von November 1981 bis Juni 1982. Deutsche Bischofskonferenz, Bonn 1982.
- 1200 Jahre Lob Gottes in Bistum Osnabrück. 780–1980. Verlag des Kirchenboten, Osnabrück 1982.